# عادی‌پسند

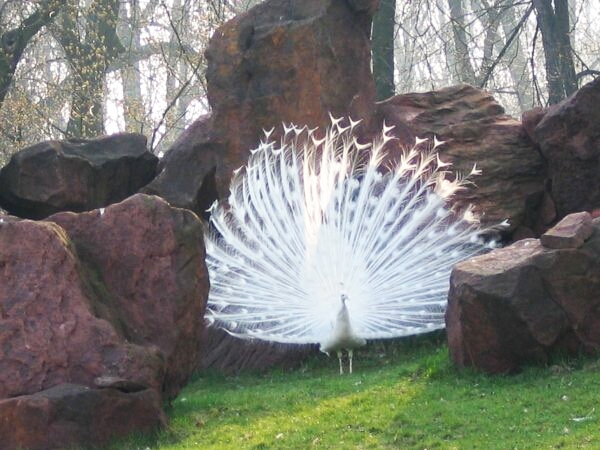
این طاووس هندی دارای سفیدگرایی، Pavo cristatus، بعید است که جفتی بیابد و به دلیل رنگ نامعمولش در محیط طبیعی زادآوری کند. با این حال، رنگ چشمگیر آن توسط انسان پسندیده می‌شود، و ممکن است در زادگیری گزینشی مصنوعی برای تولید افراد بیشتری با فنوتیپ سفیدگرایی گنجانده شود.

عادی‌پسند (به لاتین: Koinophilia)، یک فرضیه تکاملی است که پیشنهاد می‌کند در طول انتخاب جنسی، جانوران ترجیحاً جفت‌هایی با حداقل ویژگی‌های غیرعادی یا جهش‌یافته، از جمله ریخت، کارکرد و رفتار جستجو می‌کنند. عادی‌پسندی قصد دارد خوشه‌بندی ارگانیسم‌های جنسی را به گونه‌ها و سایر مسائلی که توسط معضل داروین توصیف شده‌است را توضیح دهد. این اصطلاح از واژهٔ یونانی، koinos به معنی «مشترک» یا «آنچه عادی است» و philia به معنی «دوستی» یا «پسند» گرفته شده‌است.

نسخه دقیق‌تر نمودار در سمت چپ بر اساس منطقه جغرافیایی.

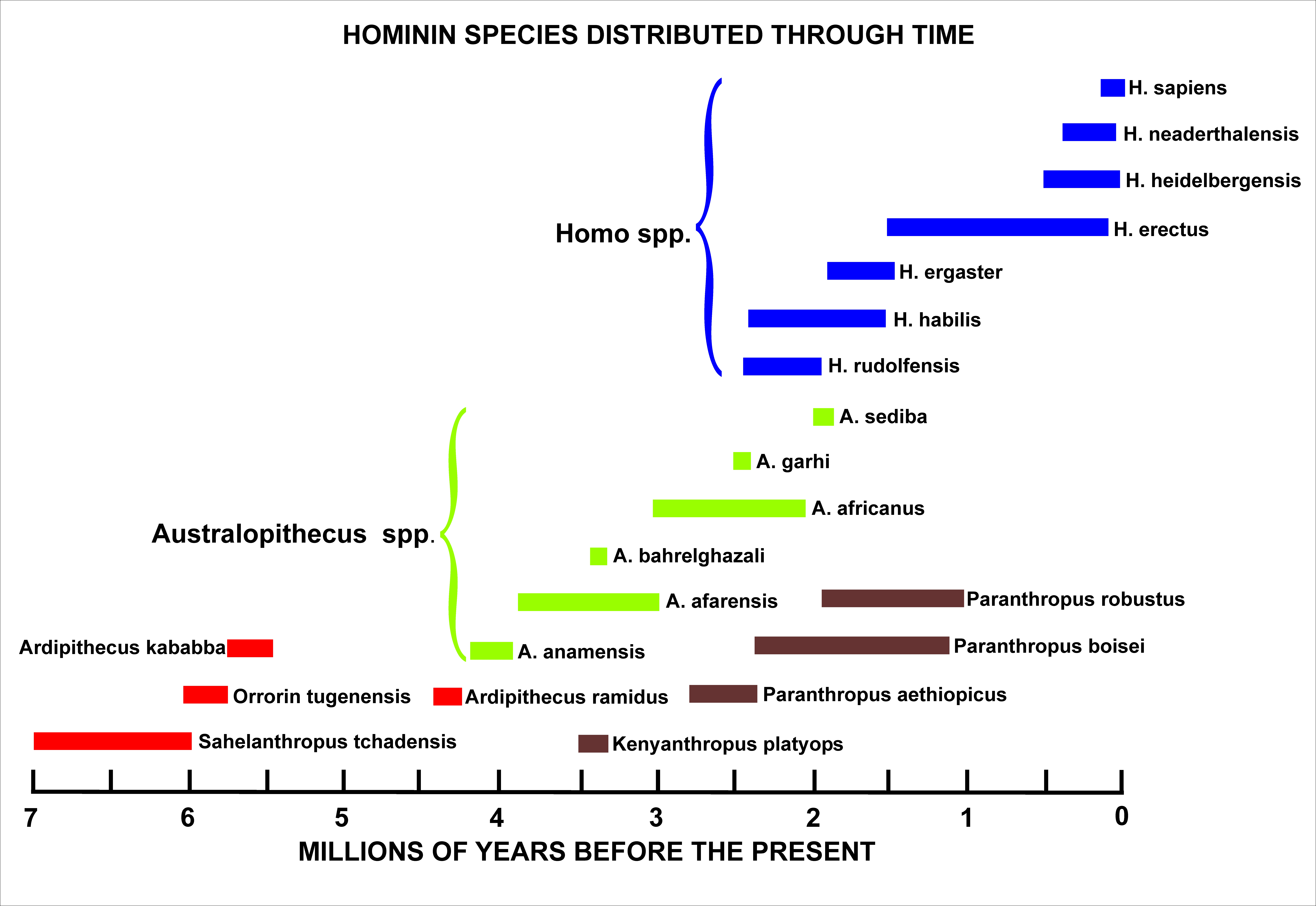
پراکندگی گونه‌های انسان‌تباران در طول زمان. برای نمونه‌هایی از جدول‌های زمانی تکاملی مشابه، فهرست دیرینه‌شناسی دایناسورهای آفریقایی، دایناسورهای آسیایی، Lampriformes و Amiiformes را ببینید.